# Dienes Ottó
Dienes Ottó Imre (Budapest, 1937. március 22. – 2020. május 29.) magyar pedagógus, író, filozófus, irodalomtörténész, esszéista, költő.

## Életpályája
Középiskolai tanulmányait Egerben végezte el. Az Eötvös Loránd Tudományegyetem Bölcsészettudományi Karán folytatta tanulmányait.
1959-től élt Székesfehérváron. 1959-től a Vasvári Pál Gimnáziumban tanított.
1970–1991 között a Teleki Blanka Gimnáziumban tanított. 1978–1982 között a Lille-i Egyetem magyar tanára volt.
1990–2000 között a Fejér Megyei Önkormányzat osztályvezetőjeként, majd a külkapcsolatok elnöki referenseként dolgozott.

## Művei
- A megsemmisítő beteljesedés misztériuma (tanulmány, Székesfehérvár, 1991)
- Kompozíció kezekről (versek, Székesfehérvár, 1995)
- A sötétség tudatosítása és a tökéletesség megidézése (esszék, kritikák, fordítások, Székesfehérvár, 1997)

## Díjai
- Pro Civitate díj (2007)
- Vörösmarty Mihály-díj
- Aranyoklevél (ELTE, 2011)[3]
- Magyar Arany Érdemkereszt (2016)[1]
- Polgármesteri Elismerő Emlékérem (2017)[4]
- Fejér Megyei Prima-díj (2018)